# 破恶声论
《破恶声论》是1908年12月鲁迅以“迅行”为笔名发表于《河南》第8期的古文文章。后收入《集外集拾遗补编》。

## 背景
1906年6月，章太炎获释，后经上海去日本。同盟会召开欢迎大会，出席者两千人。章太炎在会上演说，提出中国革命者的两个任务：“第一是用宗教发起信心，增进国民的道德；第二是用国粹激励种姓，增进爱国的热肠。”
1908年，鲁迅师从章太炎。《河南》为刘师培所编辑。《破恶声论》是1908年12月鲁迅以“迅行”为笔名发表于《河南》第8期的古文文章，是鲁迅在日本发表的最后一篇文章，是一篇未完稿。

## 内容

### 寂漠为政，天地闭矣
鲁迅认为，中国已经到了“寂漠为政，天地闭矣”的状态，需要“不和众嚣，独具我见之士”来激发人们的“心声”，“人各有己，朕归于我”，这样就会“群之大觉近矣”。当时有两种主张：一种主张做国民，一种主张做世界人，而鲁迅认为：“寻其立意，虽都无条贯主的，而皆灭人之自我”。

### 伪士当去，迷信可存
针对破除迷信的主张，鲁迅界定迷信为“形上之需求”，也就是超越性的产物。鲁迅反驳那些嘲笑神话的人说：“太古之民，神思如是，为后人者，当若何惊异瑰大之；矧欧西艺文，多蒙其泽，思想文术，赖是而庄严美妙者，不知几何。”

### 侵掠攻夺，足为大禁
“华土之苦于强暴，亦已久矣”，针对当时的“崇强国”、“侮胜民”思潮，鲁迅认为我们应该反对侵略，反对霸权，而不是去推崇侵略，推崇霸权。中国立国“乃在文明之光华美大，而不借暴力以凌四夷”。

## 评价
汪晖认为，这篇文章可以视为对“什么是启蒙？”这一问题的独特回答。